# 北島村 (岐阜県)

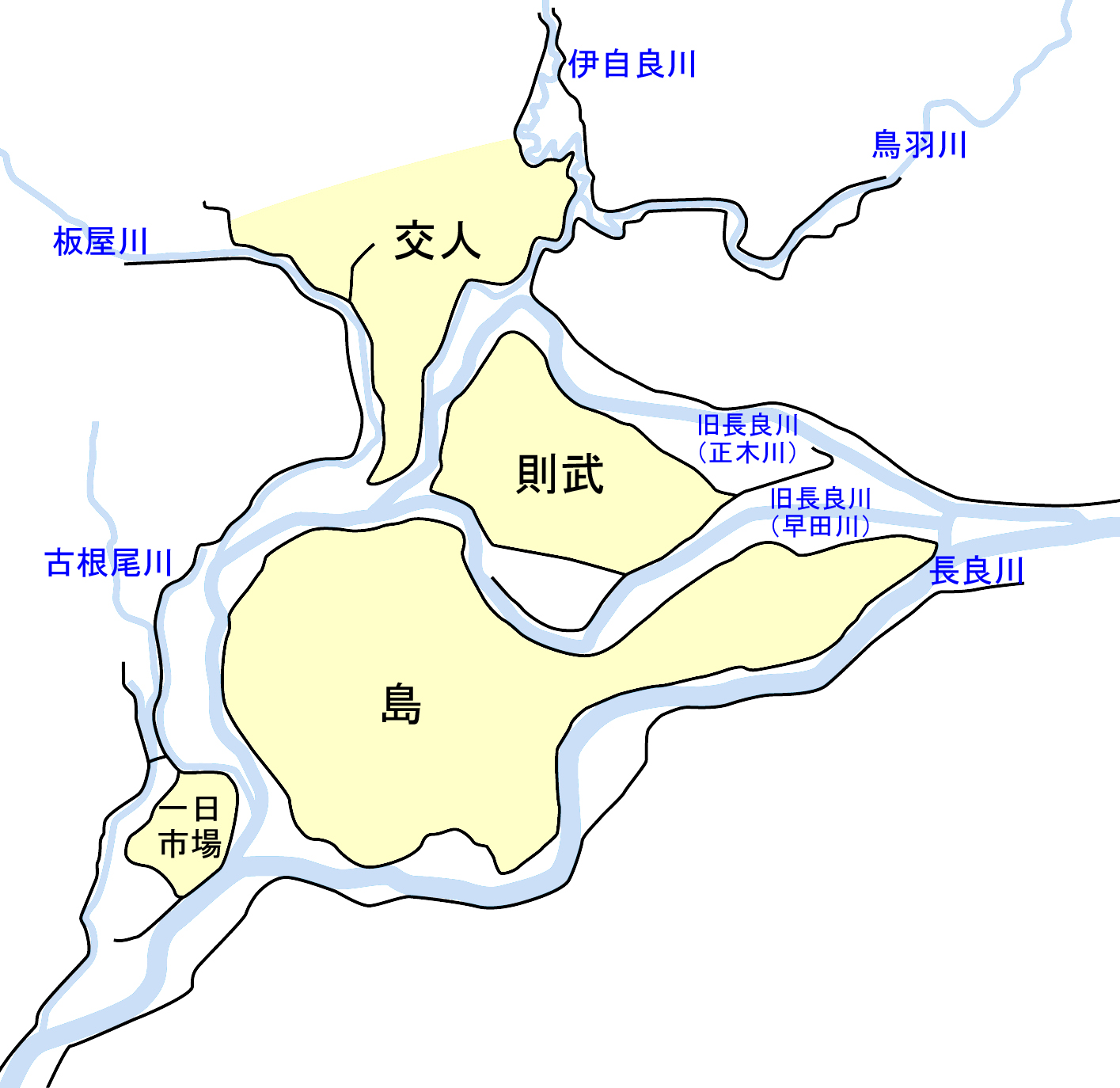
長良川改修以前の長良川分岐点付近の河川と輪中の分布。北島村は島輪中内に位置した。

北島村（きたじまむら）は、かつて岐阜県稲葉郡にあった村である。
現在の岐阜市北島町などに該当する。
北島村発足時は厚見郡であったが、郡の合併で稲葉郡の村となっている。

## 歴史
- 1875年（明治8年） - 北島村と萱場村が合併し、宝田村となる。
- 1882年（明治15年） - 宝田村が北島村と萱場村に分割される。
- 1889年（明治22年）7月1日 - 町村制により、北島村発足。
- 1897年（明治30年）4月1日[2] - 方県郡の一部、厚見郡、各務郡の合併により稲葉郡の所属となる。
- 1897年（明治30年）4月1日 - 近島村、池ノ上村、萱場村、菅生村、西中島村、江口村、早田村、東島村、旦ノ島村と合併し島村が発足。同日北島村廃止。